# Сульмежиці (Лодзинське воєводство)
Сульмежиці (пол. Sulmierzyce) — село в Польщі, у гміні Сульмежиці Паєнчанського повіту Лодзинського воєводства.
Населення — 1386 осіб (2011).
У 1975—1998 роках село належало до Пйотрковського воєводства.

## Демографія
Демографічна структура станом на 31 березня 2011 року:
|          | Загалом | Допрацездатний вік | Працездатний вік | Постпрацездатний вік |
| -------- | ------- | ------------------ | ---------------- | -------------------- |
| Чоловіки | 666     | 122                | 453              | 91                   |
| Жінки    | 720     | 126                | 420              | 174                  |
| Разом    | 1386    | 248                | 873              | 265                  |